# ماریا خوزه اورروتیا
ماریا خوزه اورروتیا (انگلیسی: María José Urrutia؛ زادهٔ ۱۷ دسامبر ۱۹۹۳) بازیکن فوتبال اهل شیلی است.
وی همچنین در تیم‌های ملی فوتبال Chile women's national under-17 football team و زنان شیلی بازی کرده‌است.